# Robert Sutherland Rattray
Robert Sutherland Rattray (* 5. September 1881 in Bengalen; † 14. Mai 1938 in Farmoor, Oxfordshire) („Captain R. S. Rattray“) war ein britischer Kolonialbeamter und Ethnologe in der Goldküste, der die Kultur der Aschanti erforschte. Er war einer der ersten, die über Owari und über Aschanti-Goldgewichte schrieben.

## Leben
Rattray wurde in einer anglo-indischen Familie als Sohn eines Kolonialbeamten in Bengalen geboren. Er wuchs aber mit seinen Geschwistern bei einer Großtante im schottischen Gatehouse of Fleet auf, bevor er ein Internat, die Stirling High School, besuchte. Diese verließ er ohne Abschluss, als 1899 der Zweite Burenkrieg ausbrach, und meldete sich zur Imperial Yeomanry. 
Nach Ende des Krieges 1902 arbeitete er als Handelsgehilfe bei der African Lakes Corporation in Lilongwe in Britisch-Zentralafrika (heute Malawi). Dort betätigte er sich als Großwildjäger, lernte aber auch unter Anleitung des Missionars Alexander Hetherwick afrikanische Sprachen und begann, Geschichten und Bräuche der Nyanja und Ngoni aufzuzeichnen. Er verließ Njassaland 1907, publizierte seine Sammlung von Chinyanja-Volkserzählungen und trat im selben Jahr in den Dienst der Zollverwaltung der britischen Kolonie Goldküste.
Während des jährlichen Heimaturlaubs studierte er bei Robert Ranulph Marett am Exeter College der Universität Oxford Anthropologie. Nachdem sich Rattray mit verschiedenen afrikanischen Sprachen und Folklore befasst hatte, konzentrierte er sich nach seiner Beförderung zum Assistant District Commissioner und Versetzung nach Ejura 1911 auf die Kultur der Aschanti. Sein Anthropologiestudium schloss er 1914 mit dem Diplom der Oxford University ab. Im Juni desselben Jahres heiratete er Constance Mary Stanley, die er erst drei Monate zuvor beim Heimaturlaub in England kennengelernt hatte und für die es die zweite Ehe war.
Zu Beginn des Ersten Weltkriegs diente Rattray als politischer Offizier, dann als Nachrichtenoffizier im Rang eines Hauptmanns im Gold Coast Regiment, das gegen die deutschen Kolonialtruppen in Togoland kämpfte. Nach dem schnellen Sieg der Briten war er in Missahoe im britisch besetzten Teil Togos stationiert. Nach jahrelangem berufsbegleitendem Rechtsstudium am Gray’s Inn wurde er 1918 als Barrister zugelassen. Anschließend wurde Rattray zum Senior Assistant Colonial Secretary des neuen Gouverneurs Gordon Guggisberg und zum Beamten der Legislativversammlung der Goldküste in Accra ernannt. 
Als Special Commissioner wechselte er 1921 an die Spitze der anthropologischen Abteilung des Aschanti-Gebiets. Seine Aufgabe war es, die Kultur und das Familiensystem der Aschanti zu ethnographieren sowie ihre Gesetze und Gewohnheitsrecht zu kodifizieren, um die Einführung der Indirect rule vorzubereiten. Aus politischem Anlass erstellte er Studien über die Rolle der Königinmutter und den Goldenen Stuhl der Aschanti-Könige. Er erforschte die Trommelsprache und dokumentierte sie mit einem Phonographen. 1929 wurde er als Commander of the Order of the British Empire ausgezeichnet.
Nach seiner Rückkehr nach England 1930 lebte Rattray in Winslow. Er unterrichtete in Oxford und Cambridge angehende Kolonialbeamte in Twi und Hausa. Vor allem widmete er sich aber mit Leidenschaft dem Gleitfliegen im Oxford University Gliding Club. Er starb bei einem Absturz nahe des Flugplatzes Farmoor.

## Schriften
- Some folk-lore stories and songs in Chinyanja. London, 1907
- Hausa folk-lore, customs, proverbs, etc. [1913]
- Ashanti proverbs: the primitive ethics of a savage people. Translated from the original with grammatical and anthropological notes, by R. Sutherland Rattray; with a preface by Sir Hugh Clifford. Oxford: Clarendon Press, 1916 (Repr. 1969) Digitalisat
- Ashanti. 1923.
- Religion and Art in Ashanti, 1927.
- Akan-Ashanti Folk-Tales. Collected and translated by … R. S. Rattray … and illustrated by Africans of the Gold Coast Colony. Akan & Eng. Oxford: Clarendon Pr., 1930.
- Ashanti Law and Constitution. 1929.
- The Tribes of the Ashanti Hinterland. Oxford: Clarendon Press, 1932